# Bol'šoe Maslennikovo
Maslennikovo (Масленниково), o Bol'šoe Maslennikovo (Большое Масленниково) o Bol'šie Masleniki (Большие Масленики), è un villaggio della Russia europea, appartenente al Tutaevskij rajon nell'oblast' di Jaroslavl', a circa 20 km ad ovest dal capoluogo, sul fiume Volga.
È principalmente nota per aver dato i natali a Valentina Vladimirovna Tereškova, la prima donna nello spazio, e nella frazione Nikul'skoe (distante circa 5 km) ospita il museo "Cosmos" dedicato al suo storico volo.